# الدوري النمساوي 1974–75
الدوري النمساوي الممتاز 1974–75 (بالألمانية: Österreichische Fußballmeisterschaft 1974/75)‏ هو الموسم 64 من  بوندسليغا النمسا لكرة القدم. أشرف على تنظيمه اتحاد النمسا لكرة القدم، وكان عدد الأندية المشاركة فيه  10، وفاز فيه واكر انسبروك.